# 27 décembre dans les chemins de fer
27 novembre 27 janvier
Chronologies thématiques
- Croisades
- Sports
- Disney

Cette page concerne les événements qui se sont déroulés un 27 décembre dans les chemins de fer.

## Événements

### XIXesiècle
- 1881. Viêt Nam : Inauguration de la ligne Saïgon-Cholon. Premier chemin de fer du Viêt Nam. (Société générale des tramways à vapeur de Cochinchine)

### XXesiècle
- 1907. Inde : Deux trains entrent en collision frontale près de Ludhiana, sur la ligne du Nord-Ouest. Cette catastrophe fit une vingtaine de victimes et offrit un spectacle impressionnant : les deux locomotives en se percutant se sont dressées presque droites l'une face à l'autre.